# Lucas Piazón
Lucas Domingues Piazon (São Paulo, 20 de enero de 1994), conocido como Lucas Piazon, es un futbolista brasileño que juega como centrocampista en el Wieczysta Kraków de la I Liga de Polonia.
Por su forma de juego e incluso su apariencia física, ha sido comparado con Kaká. En marzo de 2011, Piazón firmó un contrato con el Chelsea de la Premier League de Inglaterra, el cual entró en vigor en enero de 2012.

## Trayectoria

### Inicios
Piazón comenzó su carrera futbolística en el Coritiba, antes de unirse al Atlético Paranaense y posteriormente ser contratado por el São Paulo a finales de 2008. Con el São Paulo ha sobresalido de tal manera en las categorías juveniles que clubes europeos como el Chelsea FC y la Juventus de Turín han buscado su contratación. En enero de 2011, la Juventus estuvo cerca de contratar a Piazón e incluso se rumoraba que ya había firmado un precontrato con el club italiano. Sin embargo, el 15 de marzo de ese mismo año, el Chelsea logró su contratación por una cifra de £5,3 millones, aunque no fue sino hasta diez días después cuando el club oficializó la compra. No obstante, Piazón se unió al equipo recién en enero de 2012, cuando cumplió los 18 años de edad. Del monto pagado al São Paulo, el Chelsea le pagó a Piazón £1 millón.

### Cesión al Málaga
Durante el periodo de traspasos de enero de 2013, Piazon fue enviado a préstamo al Málaga CF hasta el final de la temporada. Hizo su debut con el club el 24 de enero, entrando desde la banca en la derrota 4-2 en el partido de cuartos de final de la Copa del Rey ante el FC Barcelona. El 16 de febrero contribuyó con una asistencia a Javier Saviola para que anote el gol de la victoria en un partido como local ante el Athletic Club. El 9 de marzo de 2013, Piazon volvió a entregar otra asistencia desde un tiro libre para un gol de cabeza de Martín Demichelis, en el empate 1-1 frente a Real Valladolid.

### Cesión al Vitesse
El 9 de agosto de 2013, Piazón fue enviado a préstamo al club Vitesse de la Eredivisie hasta el final de la temporada. El 17 de agosto de 2013 hizo su debut en el emapte 1-1 frente al Roda JC.
El 22 de septiembre de 2013, Piazón anotó sus primeros goles en su carrera profesional y para el Vitesse, consiguiendo un doblete en la victoria 3-1 en casa frente al PEC Zwolle. En el siguiente partido de la Eredivisie frente al NEC Nijmegen, Piazón anotó el gol de la victoria para el Vitesse en el minuto 92, desde afuera del área, sellando el resultado final de 3–2 el 29 de septiembre de 2013. El 19 de octubre de 2013, anotó otro doblete y asistió en el gol de la victoria de Patrick van Aanholt, en el partido en el que el Vitesse revirtió un déficit de 2-0 para vencer 3–2 al SC Heerenveen como visitante. El 24 de noviembre de 2013, Piazón anotó dos penales frente al Go Ahead Eagles en la victoria por 3–0. En un partido como visitante del Vitesse frente al PSV el 7 de diciembre, Piazón anotó otro gol en la cómoda victoria de su club por 6-2, afianzándolos en lo máximo de la tabla.

### Cesión al Frankfurt
El 24 de julio de 2014, Piazón se unió Eintracht Frankfurt a préstamo por el resto de la temporada 2014-15.

### Cesión al Reading
El 31 de agosto de 2015 se confirmó su cesión al Reading para la temporada 2015-16.

## Selección nacional
Piazón ha sido internacional con la selección de Brasil sub-15, con la que logró el subcampeonato en el Campeonato Sudamericano Sub-15 de 2009 de Bolivia, en el que fue el máximo goleador con diez anotaciones. También ha sido internacional con la selección de Brasil sub-17, con la cual consiguió el trofeo del Campeonato Sudamericano Sub-17 de 2011 de Ecuador, contribuyendo con tres anotaciones en la competencia. También participó con esta selección en la Copa Mundial Sub-17 de 2011 en México, marcando solamente un gol ante Costa de Marfil en la fase de grupos y logrando llegar hasta las semifinales, en donde serían eliminados por Uruguay, para luego sufrir una derrota por 4-3 ante Alemania en el encuentro por el tercer lugar.

## Estadísticas
| Club                            | Div.          | Temporada     | Liga  | Liga  | Estatal | Estatal | Copas nacionales | Copas nacionales | Torneos internacionales | Torneos internacionales | Total | Total | Media goleadora |
| Club                            | Div.          | Temporada     | Part. | Goles | Part.   | Goles   | Part.            | Goles            | Part.                   | Goles                   | Part. | Goles | Media goleadora |
| ------------------------------- | ------------- | ------------- | ----- | ----- | ------- | ------- | ---------------- | ---------------- | ----------------------- | ----------------------- | ----- | ----- | --------------- |
| Chelsea F. C. Inglaterra        | 1.ª           | 2012-13       | 1     | 0     | ―       | ―       | 2                | 0                | 0                       | 0                       | 3     | 0     | 0               |
| Chelsea F. C. Inglaterra        | Total club    | Total club    | 1     | 0     | 0       | 0       | 2                | 0                | 0                       | 0                       | 3     | 0     | 0               |
| Málaga C. F. · España           | 1.ª           | 2012-13       | 11    | 0     | ―       | ―       | 1                | 0                | 2                       | 0                       | 14    | 0     | 0               |
| Málaga C. F. · España           | Total club    | Total club    | 11    | 0     | 0       | 0       | 1                | 0                | 2                       | 0                       | 14    | 0     | 0               |
| S. B. V. Vitesse · Países Bajos | 1.ª           | 2013-14       | 29    | 11    | ―       | ―       | 2                | 0                | —                       | —                       | 31    | 11    | 0,35            |
| S. B. V. Vitesse · Países Bajos | Total club    | Total club    | 29    | 11    | 0       | 0       | 2                | 0                | 0                       | 0                       | 31    | 11    | 0,35            |
| Eintracht Fráncfort · Alemania  | 1.ª           | 2014-15       | 22    | 2     | ―       | ―       | 1                | 0                | —                       | —                       | 23    | 2     | 0,09            |
| Eintracht Fráncfort · Alemania  | Total club    | Total club    | 22    | 2     | 0       | 0       | 1                | 0                | 0                       | 0                       | 23    | 2     | 0,09            |
| Reading F. C. Inglaterra        | 2.ª           | 2015-16       | 23    | 3     | ―       | ―       | 4                | 2                | —                       | —                       | 27    | 5     | 0,19            |
| Reading F. C. Inglaterra        | Total club    | Total club    | 23    | 3     | 0       | 0       | 4                | 2                | 0                       | 0                       | 27    | 5     | 0,19            |
| Fulham F. C. Inglaterra         | 2.ª           | 2016-17       | 30    | 5     | ―       | ―       | 3                | 1                | —                       | —                       | 33    | 6     | 0,18            |
| Fulham F. C. Inglaterra         | 2.ª           | 2017-18       | 23    | 5     | ―       | ―       | 2                | 1                | —                       | —                       | 25    | 6     | 0,24            |
| Fulham F. C. Inglaterra         | Total club    | Total club    | 53    | 10    | 0       | 0       | 5                | 2                | 0                       | 0                       | 58    | 12    | 0,21            |
| A. C. ChievoVerona · Italia     | 1.ª           | 2018-19       | 4     | 0     | ―       | ―       | —                | —                | —                       | —                       | 4     | 0     | 0               |
| A. C. ChievoVerona · Italia     | Total club    | Total club    | 4     | 0     | 0       | 0       | 0                | 0                | 0                       | 0                       | 4     | 0     | 0               |
| Rio Ave F. C. Portugal          | 1.ª           | 2019-20       | 19    | 2     | ―       | ―       | 4                | 2                | —                       | —                       | 23    | 4     | 0,17            |
| Rio Ave F. C. Portugal          | 1.ª           | 2020-21       | 8     | 2     | ―       | ―       | 1                | 0                | 3                       | 0                       | 12    | 2     | 0,17            |
| Rio Ave F. C. Portugal          | Total club    | Total club    | 27    | 4     | 0       | 0       | 5                | 2                | 3                       | 0                       | 35    | 6     | 0,17            |
| S. C. Braga Portugal            | 1.ª           | 2020-21       | 20    | 4     | ―       | ―       | 5                | 2                | 2                       | 0                       | 27    | 6     | 0,22            |
| S. C. Braga Portugal            | 1.ª           | 2021-22       | 10    | 0     | ―       | ―       | 1                | 0                | 4                       | 0                       | 15    | 0     | 0               |
| S. C. Braga Portugal            | Total club    | Total club    | 30    | 4     | 0       | 0       | 6                | 2                | 6                       | 0                       | 42    | 6     | 0,14            |
| Botafogo · Brasil               | 1.ª           | 2022          | 17    | 0     | ―       | ―       | 2                | 1                | ―                       | ―                       | 19    | 1     | 0,05            |
| Botafogo · Brasil               | 1.ª           | 2023          | 1     | 0     | 11      | 1       | 2                | 0                | 0                       | 0                       | 14    | 1     | 0,07            |
| Botafogo · Brasil               | Total club    | Total club    | 18    | 0     | 11      | 1       | 4                | 1                | 0                       | 0                       | 33    | 2     | 0,06            |
| AVS Futebol SAD Portugal        | 1.ª           | 2024-25       | 32    | 0     | ―       | ―       | 0                | 0                | ―                       | ―                       | 32    | 0     | 0               |
| AVS Futebol SAD Portugal        | Total club    | Total club    | 32    | 0     | 0       | 0       | 0                | 0                | 0                       | 0                       | 32    | 0     | 0               |
| Wieczysta Kraków · Polonia      | 2.ª           | 2025-26       | 0     | 0     | ―       | ―       | 0                | 0                | ―                       | ―                       | 0     | 0     | 0               |
| Wieczysta Kraków · Polonia      | Total club    | Total club    | 0     | 0     | 0       | 0       | 0                | 0                | 0                       | 0                       | 0     | 0     | 0               |
| Total carrera                   | Total carrera | Total carrera | 250   | 34    | 11      | 1       | 30               | 9                | 11                      | 0                       | 302   | 44    | 0,15            |
| 1. 2. 3.                        |               |               |       |       |         |         |                  |                  |                         |                         |       |       |                 |

- Fuente: fichajes.com

## Palmarés

### Títulos nacionales
| Título           | Club        | País     | Año  |
| ---------------- | ----------- | -------- | ---- |
| Copa de Portugal | S. C. Braga | Portugal | 2021 |

### Títulos internacionales
| Título                         | Club (*)            | País   | Año  |
| ------------------------------ | ------------------- | ------ | ---- |
| Campeonato Sudamericano Sub-17 | Selección de Brasil | México | 2011 |

(*) Incluye la selección.

### Distinciones individuales
| Distinción                                                    | Año  |
| ------------------------------------------------------------- | ---- |
| Máximo goleador del Campeonato Sudamericano Sub-15 (10 goles) | 2009 |